# میدی نورمن
مِیدی نورمن (انگلیسی: Maidie Norman؛ ۱۶ اکتبر ۱۹۱۲ – ۲ مهٔ ۱۹۹۸) بازیگر اهل ایالات متحده آمریکا بود. وی دانش‌آموختۀ رشته تئانر (در مقطع کارشناسی ارشد) در دانشگاه کلمبیا بود.

## گزیدهٔ فیلم‌شناسی
- چه بر سر بیبی جین آمد؟ (۱۹۶۲)
- بر باد نوشته (۱۹۵۶)
- جنگل پنهان تارزان (۱۹۵۵)